# New Orleans (Film)
New Orleans ist ein US-amerikanisches Filmmusical aus dem Jahr 1947 von Arthur Lubin mit Arturo de Córdova und Dorothy Patrick in den Hauptrollen. Der Film wurde von Majestic Productions produziert und von United Artists in den Verleih gebracht. Das Drehbuch basiert auf einer Originalstory von Elliot Paul und Herbert Biberman.

## Handlung
1917 spielt Louis Armstrong, genannt Satchmo, im Stadtteil Storyville von New Orleans mit seiner Band Ragtime im Keller des Orpheum-Kabaretts. Das Kabarett, das auch als Casino betrieben wird, gehört Nick Duquesne, dem „König der Basin Street“. Eine von Nicks Gönnern, eine reiche Witwe namens Mrs. Smith aus Baltimore wird in New Orleans von ihrer Tochter Miralee begleitet, einer klassisch ausgebildeten Sängerin. Miralees schwarze Zofe Endie, die Satchmos Freundin ist, führt Miralee in den Blues ein und nimmt sie mit zu einer Jamsession mit Satchmo und seiner Band. Nick rät Miralee von ihrer Liebe zum Ragtime ab, weil die High Society ihn für unmoralisch hält. Er beauftragt die in ihn verliebte Debütantin Grace Voiselle, Miralee nach Hause zu bringen. Grace ist eifersüchtig auf Nicks Aufmerksamkeit für Miralee. Sie ruft Mrs. Smith an und warnt sie, Miralee von Nick fernzuhalten. Mrs. Smith, die zuvor 10.000 Dollar im Casino verloren hatte, gewinnt beim Roulette das Geld zurück. Sie bietet Nick das Geld unter der Bedingung an, dass er Miralee davon abrät, mit ihm zusammenzuarbeiten.
Nachdem es Nick einen Monat lang gelungen ist, Miralee von der Basin Street fernzuhalten, beschließt er, ihr die schmutzige Seite der Straße zu zeigen, um ihr eine Lektion zu erteilen. Im Morgengrauen versichert Miralee Nick, dass sie sich keine Illusionen über ihn macht, und küsst ihn. Ihre Mutter sieht sie dabei. Mrs. Smith wendet sich an ihren Freund, Colonel McArdle, und dieser lässt einen Artikel über die Gefahren drucken, denen unbeaufsichtigte Debütantinnen ausgesetzt sind, die Storyville besuchen. Er schlägt dem Sicherheitsbeauftragten der Stadt außerdem vor, eine Missbilligung für das Viertel zu veröffentlichen. Eines Nachts befiehlt Nick der betrunkenen Grace, den Club zu verlassen. Auf dem Heimweg wird sie von einem Auto angefahren und getötet. Der Vorfall veranlasst die Stadtverwaltung, die Evakuierung von Storyville durch die United States Navy anzuordnen. Satchmo und seine Freunde packen ihre Sachen und reisen ab. Nick plant, nach Chicago zu ziehen. Miralee bittet Nick, sie mitzunehmen. Um ihre Gefühle zu schonen, nimmt er ein teures Armband von Mrs. Smith an, damit es so aussieht, als hätte er Miralee nie geliebt. Nick gibt das Armband an Henry Ferber, Miralees Musiklehrer, zurück, der es Mrs. Smith zurückgeben soll.
Nick ist entschlossen, das Glücksspielgeschäft aufzugeben und stattdessen Jazzmusik im ganzen Land zu verbreiten. Er eröffnet den Club Orleans in Chicago, wo Satchmo und der Pianist Meade Lux Lewis Chicago Blues spielen. In der Zwischenzeit wird Miralee eine berühmte Opernsängerin in Europa. Schließlich heiraten Satchmo und Endie und er und seine Band touren durch Europa. In Paris trifft Satchmo Miralee und erzählt ihr, dass Nick das Armband zurückgegeben hat und seitdem untröstlich ist. Er erzählt ihr auch, dass Nick das Glücksspiel aufgegeben hat, einen neuen Job als Musikagent hat und damit beschäftigt ist, New York den Blues näherzubringen. Schließlich überrascht Miralee Nick bei einem Konzert in der Symphony Hall, indem sie Woody Herman und seine Band sowie Satchmo und seine Band in das Programm aufnimmt. Als Zugabe singt Miralee Endies alten Lieblingssong New Orleans für Nick.

## Hintergrund
Gedreht wurde der Film von Mitte September bis Anfang November 1946.
Im Vorspann wird der „National Jazz Foundation“ mit Sitz in New Orleans für ihre Unterstützung bei der Produktion des Films gedankt. New Orleans war der erste und einzige Filmauftritt der Blues- und Jazzsängerin Billie Holiday.
Teile des Films wurden an Originalschauplätzen in New Orleans gedreht, darunter auf den Eingangsstufen des Rathausgebäudes, das seit 1917 unverändert geblieben war. Laut einer Pressemeldung organisierte der musikalische Direktor Nat W. Finston eine Gruppe namens Ensemble Symphonique, um die Musik für den Film aufzunehmen.
Herbert Biberman, der auch als Co-Produzent am Film beteiligt war, gehörte zu den Hollywood Ten, einer Gruppe von zehn Drehbuchautoren, Schauspielern und Regisseuren aus Hollywood, die sich weigerten, vor dem Ausschuss für unamerikanische Umtriebe Fragen über die bei ihnen vermutete Mitgliedschaft in der kommunistischen Partei zu beantworten. Nachdem ihm Missachtung des Kongresses vorgeworfen wurde, saß Biberman sechs Monate im Gefängnis. Biberman kam erst 1954 ins Filmgeschäft zurück.
Rudi Feld oblag die künstlerische Leitung. Phil Stern arbeitete als Standfotograf.

## Musik
Folgende Songs wurden im Film gespielt:
- New Orleans, The Blues Are Brewin’ und Endie von Louis Alter und Eddie DeLange
- Where The Blues Were Born in New Orleans von Bob Carleton und Cliff Dixon
- Farewell to Storyville von Spencer Williams

## Veröffentlichung
Die Premiere des Films fand am 18. April 1947 statt. Am 8. August 2003 wurde er im Rahmen des Locarno Film Festivals gezeigt.

## Kritiken
Der Filmkritiken-Aggregator Rotten Tomatoes hat in einer Auswertung ein Publikumsergebnis von 56 Prozent positiver Bewertungen ermittelt.
Bosley Crowther von der The New York Times beschrieb den Film als ein alles andere als inspiriertes Filmprojekt, das die Geburt und Entwicklung des Jazz von der Basin Street in New Orleans bis in die Hauptstädte der Welt nachzeichnet. Man könne ihn in jeder Hinsicht als Hintergrundgeräusch abtun, bis auf eine Ausnahme: das häufige Spielen von Louis Armstrong auf seiner Trompete. Wenn der alte Satchmo auf seiner Trompete bläst, sei das Musik für starke und robuste Ohren, vorausgesetzt, diese Ohren gehören einem vernünftigen Jazz-Liebhaber. Und ein gutes Stück umgebender Geräusche möge für diese elektrischen Ausbrüche verziehen werden. Aber nicht alles. Denn der Hauptteil dieses Films sei eine erbärmlich routinemäßige Romanze, die den Konflikt zwischen klassischer Musik und Jazz darstellen soll.
James Agees Kritik im Magazin The Nation fiel noch negativer aus. Für ihn war der Film ein Verbrechen. Er sei nicht nur schrecklich ungeschickt und einfallslos in allem, was nicht auf Jazz ausgerichtet ist. Der Jazz selbst werde zu oft gekürzt oder im Hintergrund versteckt für Szenen, die nicht dazu passen.